# Белов, Сергей Петрович
Сергей Петрович Белов (12 марта 1895 года, Судогда, Владимирская губерния, Российская империя — 18 сентября 1988 года) — советский работник здравоохранения, педагог. Заслуженный врач РСФСР, Почётный гражданин города Владимира.

## Биография
Родился 12 марта 1895 года в городе Судогда Владимирской губернии в бедной крестьянской семье. Несмотря на происхождение, благодаря удачному стечению обстоятельств, рано, в пять лет обучился грамоте от квартировавших в их доме педагогов городского училища. Семья смогла обеспечить его поступление в приходское, а затем в городское училище.
Во время обучения показал отличную успеваемость по всем предметам, прекрасно пел, благодаря чему имел приглашение петь в соборном хоре. В 1906 году Сергей выдержал экзамен во Владимирскую мужскую гимназию и переехал учиться в город. Осиротел, потеряв отца, и стал жить с матерью. Занятия вокалом были успешны, давали надежду на артистическое будущее, но незаметно для себя и окружающих Сергей увлёкся медициной и вместе со своим другом Борисом, сыном доктора В. Л. Федоровского, поступил на медицинский факультет Императорского Московского университета. Учился с большой охотой, каникулы во Владимире проводил в амбулатории Красного Креста и в госпитале. Перенимал профессиональное мастерство у врачей В. Л. Федоровского, Н. Ф. Богоявленского, Д. К. Звездина.
В 1919 году стал дипломированным врачом и поехал на фронт, уже с молодой женой, Ниной. Трудился врачом на Украине, потом в Средней Азии. Там, часто сталкиваясь с бессилием врачей в борьбе с заразными болезнями, решил стать инфекционистом. Получил направление в Петроград, и восемь месяцев усовершенствовался как инфекционист. Снова получил направление в Среднюю Азию, куда выехал уже полноценной семьёй, у Беловых родилась дочь. В 1923 году, в связи с заболеванием жены малярией, возвращается во Владимир.
До 1941 года Белов сменил разные должности: главный врач губернской тюремной больницы, уполномоченный медчасти хлопкобумажного треста, руководитель отдела лечебной помощи губздрава, организатор губернского общества Красного Креста, создатель и первый заведующий школы медсестёр Красного Креста. Был мобилизован в ряды Красной армии в годы советско-финской войны и назначен начальником эвакогоспиталя № 1078, который находился на улице Луначарского во Владимире.
С началом Великой Отечественной войны Белов, как опытнейший врач, возглавил развёртывание в городе военных госпиталей, их будет 15. Впоследствии один из его сотрудников в военное время, Вячеслав Александрович Таболин, станет ведущим педиатром страны, будет избран членом-корреспондентом Академии медицинских наук СССР.
В 1944 году вместе с эвакогоспиталем Белов прибыл на фронт.
По окончании войны Белов был демобилизован из вооружённых сил, работал в горздравотделе, в 1947 году награждён медалью «Забоевые заслуги». Более 30 лет возглавлял инфекционное отделение первой городской больницы, создал научную школу врачей-инфекционистов. Постоянно совершенствуя свои профессиональные навыки, выписывал и покупал много медицинской литературы, собрав в итоге обширную специализированную библиотеку, которую по завещанию передал медицинскому училищу.
Избирался депутатом Владимирского городского совета. Вёл медицинский приём и у себя на дому. В 1953 году С. В. Белову было присвоено звание заслуженного врача РСФСР.

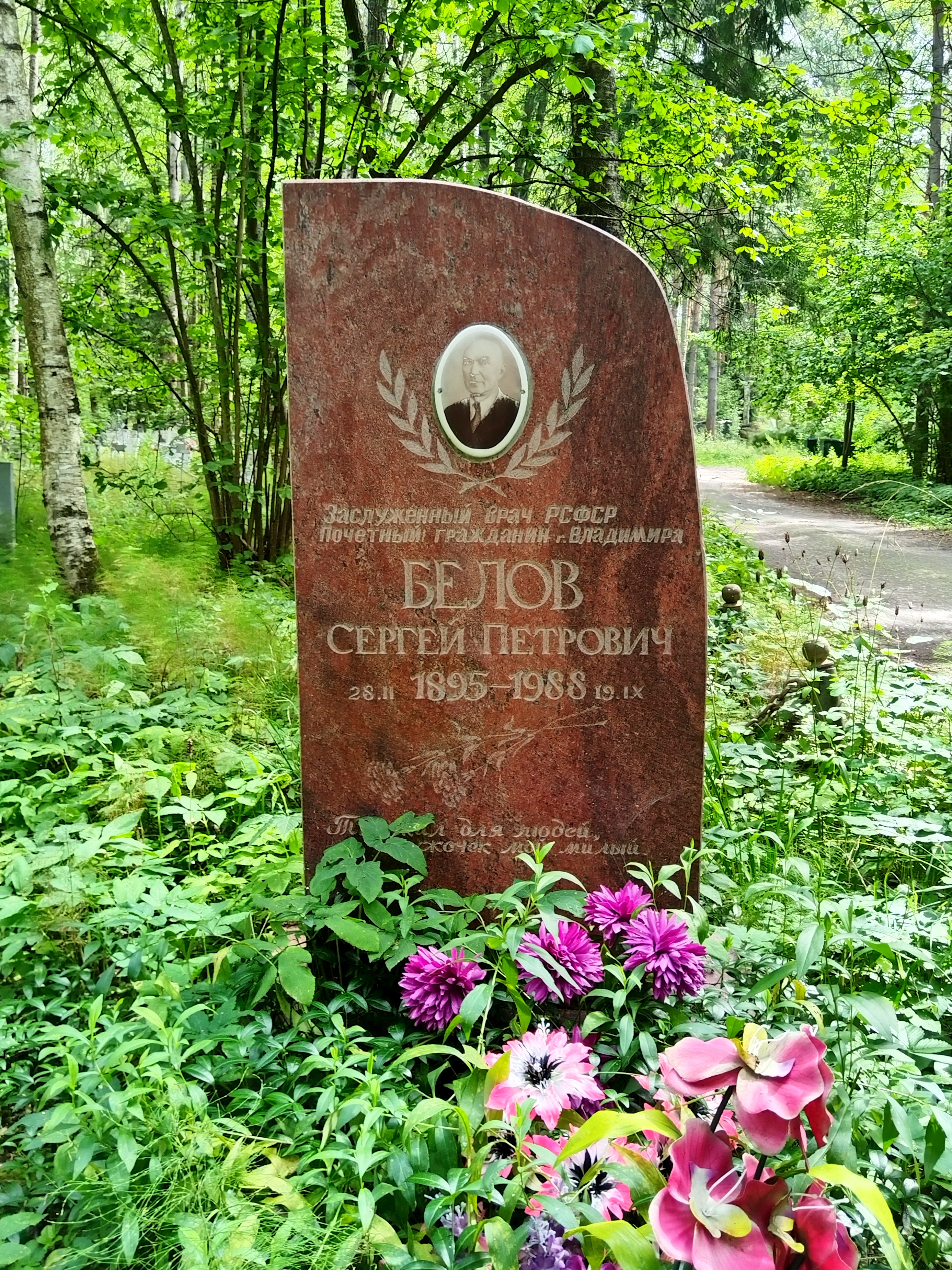
Могила С. П. Белова на кладбище «Байгуши»

1 ноября 1968 года был удостоен звания Почётный гражданин города Владимира.
В 1985 году был награждён орденом Отечественной войны II степени
Ушёл из жизни 18 сентября 1988 года. Похоронен на кладбище «Байгуши».

## Память
В марте 2025 года Владимирская областная научная библиотека открыла выставку «Доктор наш милый», посвящённую 130-летию со дня рождения Сергея Петровича Белова